# Innsbrucker Hütte
Innsbrucker Hütte – austriackie schronisko wysokogórskie w Stubaier Alpen, położone na wysokości 2369 m n.p.m. Własność Österreichischer Alpenverein. Jest zarządzane przez Sekcję Innsbruck Alpenvereinu. 
Adres:  Innsbrucker Hütte, Stubaier Alpen, A-6167 Neustift, Österreich/Austria 
Tel.: +43 5276 295,  +43 5226 2930    

## Położenie
Schronisko położone jest we wschodniej części Stubaier Alpen, w masywie szczytu Habicht, nieco poniżej grani Serleskamm odbiegającej od niego na północny wschód, niedaleko przełęczy Pinnisjoch.  Grań ta oddziela leżącą od niej na południowy wschód dolinę Gschnitztal od leżącej na północ doliny Pinnisstal. W pobliżu schroniska znajduje się granica geologiczna. Masyw szczytu Habicht zbudowany jest z gnejsów, natomiast szczyty w grani północno-wschodniej jak np. Kalkwand, Ilmspitze, czy Kirchdach Spitze zbudowane są ze skał wapiennych. 

## Wyposażenie
Obecnie schronisko posiada 30 miejsc noclegowych w pokojach oraz około 100 miejsc na strychu w tzw. lagerze. Kuchnia zapewnia całodzienne wyżywienie. Schronisko czynne jest od końca czerwca do końca września. W pomieszczeniu zimowym, gdy schronisko jest nieczynne, nocować może do 12 osób; muszą one być wyposażone w sprzęt do biwakowania zimowego.   

## Turystyka i alpinizm
Schronisko Innsbrucker Hütte jest dostępne bez żadnych trudności technicznych, niemniej drogi dojściowe są dość długie i uciążliwe. Najkrótsza droga, biegnąca znakowaną ścieżką prowadzi z miejscowości Gschnitz (1281 m n.p.m.) w dolinie Gschnitztal, pokonuje niemal 1100 m różnicy poziomów i wymaga około 4 godzin podejścia.  Znacznie dłuższe jest podejście z miejscowości Neder (970 m n.p.m.) w dolinie Stubaital ścieżką biegnącą przez dolinę Pinnisstal i zajmuje ono 5 - 6 h. 
Schronisko Innsbrucker Hütte jest punktem wyjścia dla turystów udających się na szczyt Habicht (3277 m n.p.m.). Jest to fragmentarycznie ubezpieczona linami stalowymi droga dla wprawnych turystów wysokogórskich, niewymagająca używania  specjalistycznego sprzętu o ile na grani nie ma śniegu; czas wejścia w takich warunkach wynosi około 3 h. 
Ze schroniska prowadzą także eksponowane drogi wejściowe na wapienne szczyty Kalkwand oraz Ilmspitze. 

## Historia schroniska
Budynek schroniska wzniesiono w roku 1884 jako niewielki obiekt. Rozbudowano go 10 lat później w roku 1894.  W okresie międzywojennym, w roku 1934 obiekt podano gruntownemu remontowi. Budynek, zaniedbany i częściowo zniszczony podczas wojny został gruntownie odnowiony w okresie powojennym. Ostatnią rozbudowę przeprowadzono w roku 1982 i nadana wówczas forma zachowana jest do dziś. 

## Mapy
- Kompass Wanderkarte, no. 83 Stubaier Alpen, skala 1 : 50 000,
- Kompass Wanderkarte, no. 36 Innsbruck - Brenner, skala 1 : 50 000,

## Literatura
- Klier W.:  AVF alpin Stubaier Alpen, Bergverlag Rother, Ottobrunn.
- Klier H., Klier W.: Rother Wanderführer Ötztal, Bergverlag Rother GmbH, (2007).